# 田延年
田延年（？—前72年），字子賓，為齐国王室田氏的後裔，其先祖遷居陽陵。田延年為大將軍霍光的親信，在廢立昌邑王刘贺的過程中，他挺身而出，持劍喝斥猶豫不決的朝廷百官，順利幫助霍光廢除劉賀的皇位，以此功受封陽成侯。日後田延年遭人揭發在修築汉昭帝陵寢時，趁機貪汙三千萬錢，田延年於受審前引咎自殺，死後封爵被撤銷。

## 生平

### 霍光親信
田延年因才略突出而在大將軍霍光的幕府內供事，霍光相當器重田延年，將他調遷為长史。後來田延年出任河東太守，任上選拔尹翁归等人為心腹手下，殺伐鎮壓當地的豪強，讓姦盜之流不敢惹事生非。

### 喝斥群臣
之後田延年被拔擢入京擔任大司農。正巧遇上汉昭帝駕崩，由昌邑王刘贺繼承皇位，但劉賀的行為舉止淫亂，大將軍霍光對此既擔憂又恐懼，單獨就此事詢問自己的親信舊吏大司農田延年。田延年說：「將軍作為國家的柱石，既然認為這人不可承擔社稷，為何不向太后禀報，另選一名賢能之人立他為帝呢？」霍光說：「今日我確實希望這麼處理，但不知在古代有沒有廢立君主的先例呢？」田延年說：「伊尹是商朝的宰相，曾將商王太甲廢位，以保全宗廟社稷，後世都稱讚伊尹是忠臣，現在將軍若果能如此行事，就是漢朝的伊尹啊！」霍光於是把田延年引薦為給事中，暗中與車騎將軍張安世謀劃。
其後霍光召集丞相、御史、將軍、列侯、中二千石、大夫、博士等官員於未央宫中一同商議，霍光說：「昌邑王的行為昏聵淫亂，恐怕會危害社稷，你們覺得該怎麼辦呢？」群臣聽完霍光的發言大驚失色，沒有一人膽敢發言，只是唯唯諾諾而已。田延年離開座席走上前來，手按著長劍大聲說道：「先帝把年幼的兒子託孤給將軍，將天下交付給將軍，是因為將軍忠誠賢能，能夠安定穩固劉氏的天下。如今群臣百姓人情洶洶，國家將要傾覆。況且漢朝皇帝相傳的谥号常用『孝』字，是為了長久地擁有天下，讓宗庙享受祭祀。如今漢家將要斷絕香火，將軍即使以死謝罪，又有什麼面目可到九泉之下去見先帝呢？今日的會議，絕不可拖延。群臣中如果有推諉不回答者，臣請求用這把劍斬殺他。」霍光向眾人謝罪道：「九卿責備我霍光是對的，天下騷動不安，我應當受到責罰。」於是參加議事的大臣都叩頭說道：「萬民的性命都維繫在將軍一人身上，我們皆聽從將軍的指令。」當日就訂下廢除劉賀帝位的決策。汉宣帝即位後，田延年因為議定朝政有功而受封陽成侯。

### 貪汙致禍
先前，茂陵地區的富人焦氏、賈氏花費數千萬錢儲存木炭、芦苇等下葬所需使用的物品。汉昭帝駕崩時，由於事出突然，下葬的物資皆未預先備妥，田延年因此上奏說：「有些商賈事先積貯好下葬用的不祥器物，準備等有急需時獲取暴利，這不是平民和臣下們所應該做的事。請求沒收這些物品進官府裡。」他的奏疏得到批准。富人中損失錢財者都十分怨恨，便出錢找人蒐羅田延年的罪刑。起初，身為大司農的田延年雇用百姓的牛車三萬輛，到橋下搬運沙土，送往陵寢，一輛牛車的花費為一千錢，田延年上報時卻將每輛牛車的費用多報為二千錢，總數共有六千萬錢，其中的一半都進了田延年的口袋。焦氏、賈氏兩家得知後，便上書告發田延年貪汙之事，事情被交到丞相府審理。
丞相上奏認為田延年：「趁主持公事的機會貪污三千萬錢，罪屬大逆不道。」霍將軍召田延年前來詢問，想為他疏通緩頰，田延年卻抵賴否認道：「我出於將軍門下，蒙受您的大恩才得到現在的爵位，絕沒有作出這樣的事。」霍光說：「既然你沒有做這件事，那就應該徹底調查清楚。」御史大夫田廣明向太仆杜延年說情道：「《春秋》一書中的大義，有以功補過這一條。當初在廢掉昌邑王劉賀時，若非田子賓的仗義直言，那麼事情就無法成功。如今就當作朝廷自己出三千萬錢乞求田延年收下，這又算得了什麼呢？請你把我的愚蠢言論轉告給大將軍。」杜延年將此話稟告大將軍霍光，霍光說：「是啊，田延年確實是一名勇士！當初他慷慨陳辭時，朝廷上下都被他震動。」霍光接著舉起手撫摸自己的胸口說：「這件事使我至今仍心有餘悸！請你代我像向田大夫致歉，讓他通知大司農田延年前往監獄，田延年將會得到公平的審判。」田廣明派人對田延年轉達上述的情況，田延年說：「有幸官府寬恕我。但我哪有臉進監牢裡，讓眾人指著我恥笑，讓獄卒們吐口水在我的脊背上呢！」田延年隨即關上家門獨居於自己的齋舍內，敞開半邊衣服，手持著刀在屋裡徘徊踱步。幾天後，使者前來傳召田延年到廷尉那裏去，田延年聽見外頭鳴鼓的聲音，就用刀自刎而死，田延年死後其爵位封地亦被收回。

## 延伸閱讀
[在维基数据编辑]
 《漢書·卷090》，出自班固《漢書》